# Rhadinodontops townesi
Rhadinodontops townesi là một loài tò vò trong họ Ichneumonidae.